# San Marino nos Jogos Olímpicos de Verão de 1984
San Marino competiu nos Jogos Olímpicos de Verão de 1984 em Los Angeles, Estados Unidos.

## Resultados por Evento

### Atletismo
Marcha Atlética 20 km
- Stefano Casali
  - Final — 1:35:48 (→ 35º lugar)

### Ciclismo
Estrada Individual masculino
- Maurizio Casadei — não terminou (→ sem classificação)

### Natação
100 m livre masculino
- Michele Piva
  - Eliminatórias — 59.26 (→ não avançou, 63º lugar)

200 m livre masculino
- Michele Piva
  - Eliminatórias — 2:15.39 (→ não avançou, 54º lugar)

100 m peito masculino
- Michele Piva
  - Eliminatórias — 1:16.21 (→ não avançou, 48º lugar)

200 m medley masculino
- Michele Piva
  - Eliminatórias — 2:29.81 (→ não avançou, 41º lugar)

100 m livre masculino
- Daniela Galassi
  - Eliminatórias — 1:06.19 (→ não avançou, 44º lugar)

200 m livre masculino
- Daniela Galassi
  - Eliminatórias — 2:19.22 (→ não avançou, 34º lugar)